# Bauyrschan Turysbek
Bauyrschan Aitqaliuly Turysbek (kasachisch Бауыржан Айтқалиұлы Тұрысбек Bauyrjan Aitqaliūly Tūrysbek, russisch Бауыржан Турысбек; * 15. Oktober 1991 in Alma-Ata, Kasachische SSR) ist ein kasachischer Fußballspieler, der seit 2021 bei Schetissu Taldyqorghan in der Premjer-Liga unter Vertrag steht.

## Karriere

### Verein
Turysbek begann seine Karriere beim FK Sunkar, wo er auch in seiner Jugend Fußball spielte. 2009 spielte er zum ersten Mal in der ersten Mannschaft von Sunkar in der Ersten Liga. Zwei Jahre später gelang Turysbek mit dem Verein der Aufstieg in die kasachische Premjer-Liga. Sein Premjer-Liga-Debüt gab Turysbek am 10. März 2012 in der Partie gegen Schetissu Taldyqorghan, wo er nach 85 Spielminuten ausgewechselt wurde. Sein erstes Tor in der Premjer-Liga schoss er am 16. Juni bei der 2:1-Niederlage gegen den FK Aqtöbe. Nachdem Sunkar in der Saison nur fünf Spiele gewinnen konnte und am Ende der Spielzeit auf dem vorletzten Tabellenplatz stand, folgte nach nur einer Saison bereits wieder der Abstieg in die Zweitklassigkeit. Insgesamt absolvierte er 13 Punktspiele in der Saison 2012.
Kurz vor Beginn der Saison 2014 wechselte er ablösefrei zu Spartak Semei. Hier stand er in 13 Spielen auf dem Platz. Bereits im August 2014 wechselte er zum serbischen Erstligisten FK Radnički Niš. Sein Debüt in der SuperLiga 2014/15 gab er am 29. September bei der 1:0-Niederlage gegen FK Spartak Subotica, als er in der 85. Minute für Vladan Pavlović eingewechselt wurde.
Nach nur vier Einsätzen für Niš kehrte Turysbek wieder nach Kasachstan zurück, wo er von Schetissu Taldyqorghan verpflichtet wurde.
Im Juni 2016 unterzeichnete er einen Dreieinhalb-Jahres-Vertrag beim FK Qairat Almaty. Sein Debüt für den Verein aus Almaty gab er am 23. Juni 2016 beim 1:0-Sieg gegen den FK Astana. Als Stammspieler konnte er sich aber nicht etablieren, er kam in den neuen Spielen der Saison 2016 auf nur 85 Minuten Spielzeit. Nachdem im Juli 2017 der Spanier Carlos Alós Ferrer als Trainer die Mannschaft übernommen hatte, wurde Turysbek an den Zweitligisten FK Kairat Academy ausgeliehen.
Am 11. Januar 2018 wechselte Turysbek zu Tobyl Qostanai, wo er einen Vertrag bis Ende 2020 erhielt. Doch schon vor Vertragsende folgten weitere Stationen bei Schachtjor Qaraghandy und FK Taras, ehe er Anfang 2021 erneut zu Schetissu Taldyqorghan wechselte.

### Nationalmannschaft
Bauyrschan Turysbek absolvierte von 2017 bis 2019 insgesamt 14 Spiele für die kasachische A-Nationalmannschaft, in denen er drei Tore erzielen konnte.

## Erfolge
Sunkar Kaskelen
- Meister der Ersten Liga: 2011

FK Qairat Almaty
- Kasachischer Pokalsieger: 2017
- Kasachischer Supercup-Sieger: 2017